# Ahuata
Ahuata är en ort i Mexiko.   Den ligger i kommunen Yaonáhuac och delstaten Puebla, i den sydöstra delen av landet, 180 km öster om huvudstaden Mexico City. Ahuata ligger 1 687 meter över havet och antalet invånare är 328.
Terrängen runt Ahuata är kuperad söderut, men norrut är den bergig. Terrängen runt Ahuata sluttar norrut. Runt Ahuata är det ganska tätbefolkat, med 199 invånare per kvadratkilometer. Närmaste större samhälle är Teziutlan, 13,2 km sydost om Ahuata. I omgivningarna runt Ahuata växer huvudsakligen savannskog.